# Leucauge tristicta
Leucauge tristicta este o specie de păianjeni din genul Leucauge, familia Tetragnathidae. A fost descrisă pentru prima dată de Thorell, 1891.
Este endemică în Nicobar Is.. Conform Catalogue of Life specia Leucauge tristicta nu are subspecii cunoscute.